# 俺普
俺普（?—?），元朝大臣，元顺帝时中书平章政事。
至正十五年（1355年），俺普担任河南廉访使。十一月，河南陷落，河南廉访副使俺普逃跑。至正十六年（1356年），入朝为中书参知政事，分省济宁。
至正十七年（1357年）七月，俺普与平章政事答兰、参知政事崔敬，分省陵州。至正二十四年（1364年），担任南台御史。俺普封秦国公。至正二十七年（1367年），担任中书平章政事，知枢密院。至正二十八年（1368年）明朝徐达北伐，他率部屏障京畿，负隅顽抗，兵败逃走。